# (614433) 2009 KK
(614433) 2009 KK – planetoida z grupy Apolla. Została odkryta 17 maja 2009 w ramach programu Catalina Sky Survey. Planetoida okrąża Słońce w ciągu 1 roku i 307 dni w średniej odległości 1,5 j.a.

## Planetoida 2009 KK jako potencjalne zagrożenie dla Ziemi
Planetoida była przez kilka tygodni maja 2009 roku na liście obiektów zagrażających uderzeniem w Ziemię z oceną 1 w skali Torino. 22 maja 2009 roku została wymieniona jako drugi najbliższy obiekt w pobliżu Ziemi oceniony w skali ryzyka powyżej zera, z możliwością zderzenia w ciągu najbliższych stu lat (pierwszym jest 2007 VK184). 10 czerwca 2009 roku ryzyko związane z tą planetoidą zostało zredukowane do zera w skali Torino, a prawdopodobieństwo zderzenia z Ziemią oszacowane na 1 do 127 000. 17 czerwca 2009 roku Jet Propulsion Laboratory usunęła 2009 KK z listy potencjalnych zagrożeń dla Ziemi.